# Rasul Boqiev
Rasul Boqiev (també lletrejat com Rasul Bokiev (tadjik: Расул Боқиев) (nascut el 29 de setembre de 1982) és un judoka tadjik.
És considerat un dels esportistes d'elit a Tadjikistan i el món en judoka sota 73 kg. Des de la seva primera competició internacional als Campionats asiàtics a Taixkent 2005, on guanyà la medalla de bronze, ha tingut èxit en resultats d'actuació de millora coherent. L'any següent, guanyà una medalla de bronze a la categoria lleugera (73 kg) dels Jocs Asiàtics de 2006, havent guanyat el partit de medalles de bronze contra Kim Chol Su de Corea del Nord. El mateix any va quedar 2n a la Super copa del món de Hambourg 2006. El 17 de febrer de 2007 guanyà la Copa Mundial de 2007 a Budapest i el 17 de maig de 2007 va guanyar la medalla de bronze dels Campionats Asiàtics d'Al-Kuwait. Com que va guanyar els Campionats de Judo Mundials de 2007 a Rio de Janeiro pogué competir els Jocs Olímpics d'Estiu de 2008. El 9 de febrer de 2008 la història es repetia: per segona vegada en la seva carrera, Rasul disputà la Copa Mundial de Sobreimpressió de París i una altra vegada resultava 7è entre 60 competidors.
Rasul també regularment participa en diversos torneigs a Tadjikistan i els països de la Comunitat d'Estats Independents. L'abril de 2007 guanyava el 7è Torneig Obert rus a Txeliàbinsk.
El 23 de febrer de 2008 Rasul disputà la Copa Mundial de Sobreimpressió d'Otto 2008 i va quedar 3r entre 56 competidors i a l'agost va aconseguir una medalla de bronze als Jocs Olímpics d'Estiu de 2008 a Pequín. Fou el primer tadjik a aconseguir una medalla olímpica.